# Am Südbahnhof (Darmstadt)
Am Südbahnhof bezeichnet einen Statistischen Bezirk im Stadtviertel Darmstadt-West in Darmstadt. 

## Infrastruktur und Sehenswürdigkeiten
- Bahnhof Darmstadt Süd
- Biotop in der Postsiedlung
- Heinrich-Heine-Schule